# Franz Kullak
 (décembre 2015).
Si vous disposez d'ouvrages ou d'articles de référence ou si vous connaissez des sites web de qualité traitant du thème abordé ici, merci de compléter l'article en donnant les références utiles à sa vérifiabilité et en les liant à la section « Notes et références ».
Franz Kullak (né le 12 avril 1844 à Berlin – décédé le 9 décembre 1913 dans la même ville) est un pianiste, compositeur et professeur de musique prussien.

## Biographie
Kullak, fils de Theodor Kullak, a étudié à la Neue Akademie der Tonkunst créée par son père à Berlin. Il a repris la direction de cette école après la mort de son père en 1882 et cela jusqu'en 1890, date de dissolution de l'Académie.

## Compositions
Comme œuvres d'enseignement, il a publié :
- Der erste Klavierunterricht (Le premier enseignement du piano)
- Der Fortschritt im Klavierspiel (Le progrès dans le jeu du piano)
- Die Harmonie auf dem Klavier (L'harmonie sur le piano)

Il a composé un grand opéra en 5 actes Ines de Castro (Berlin, 1877), une Jubiläumsouvertüre, des pièces pour piano et des lieder. En outre, il a transcrit pour le piano de nombreuses œuvres orchestrales (par exemple de Mozart et de Beethoven) et a travaillé comme critique musical et éditeur.

## Publications
- Der Vortrag in der Musik am Ende des 19. Jahrhunderts. Verlag: F. E. C. Leuckart, Leipzig 1898. Neuauflage Verlag: Kessinger Pub Co. 2010.  (ISBN 978-1-1677-5604-7)
- Beethoven's piano-playing, with an essay on the execution of the trill: written as an introduction to a new critical edition of Beethoven's piano-forte concertos. Traduit de l'allemand par Theodore Baker. Éditeur: G. Schirmer, New York 1901
- Concert op. 19, B dur, no. 2, mit Fingersatz und der vollständigen, für Pianoforte übertragenen Orchesterbegleitung versehen. Éditeur: Steingräber, Leipzig 1885
- Concert D moll für Pianoforte. Éditeur: Steingräber, Leipzig 1888
- Konzerte für Pianoforte / Beethoven ; mit Fingersatz und der vollständigen, für Pianoforte übertragen Orchesterbegleitung versehen. Éditeur: Steingräber, Leipzig 1889
- Wolfgang Amadeus Mozart: Concertos for the Piano. (Deux Pianos, Quatre mains) Éditeur: G. Schirmer, New York, 1986.  (ISBN 978-0-7935-6499-6)